# Daneja Grandovec
Daneja Grandovec, slovenska atletinja, * 2. julij 1984, Slovenija.
Daneja Grandovec je za Slovenijo nastopila na atletskem delu Poletnih olimpijskih iger 2016 v Riu de Janeiru v maratonu, kjer pa je odstopila.
Nekdanja mladinska državna prvakinja v cestnem teku, se po zaključeni aktivni atletski karieri uspešno udeležuje raznih maratonskih in drugih tekaških prireditev v Sloveniji (npr. Ljubljanski maraton, Konjiški maraton)  ter v tujini.